# Ело (приток Аргута)
Ело — река в России, протекает по Республике Алтай. Устье реки находится в 30 км по левому берегу реки Аргут. Длина реки составляет 14 км. Берёт начало из озёр на склонах горы Томул (2815 м). Высота на середине реки — 1687 м.

## Данные водного реестра
По данным государственного водного реестра России относится к Верхнеобскому бассейновому округу, водохозяйственный участок реки — Катунь, речной подбассейн реки — Бия и Катунь. Речной бассейн реки — (Верхняя) Обь до впадения Иртыша.

## Топографические карты
- Лист карты M-45-XV Катанда. Масштаб: 1 : 200 000.